# Cockfield (Durham)
Cockfield – wieś w Anglii, w hrabstwie Durham. Leży 24 km na południowy zachód od miasta Durham i 363 km na północ od Londynu.